# あさぎり町

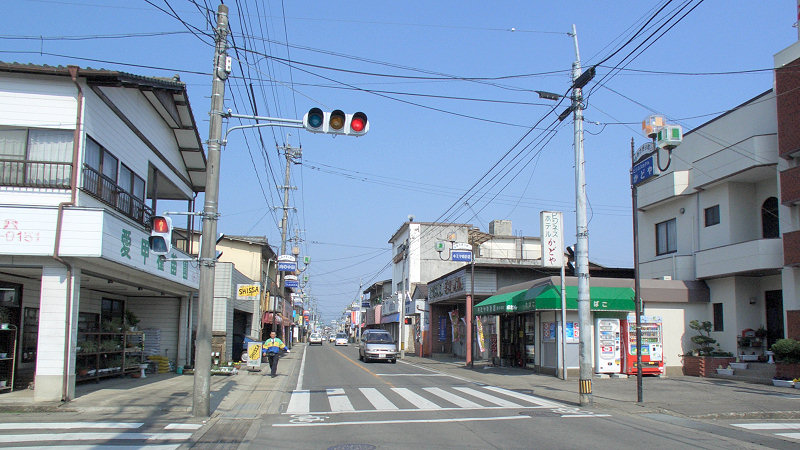
あさぎり駅周辺（免田地区）。あさぎり町の中心市街地である

あさぎり町（あさぎりちょう）は、熊本県の南部に位置する町。球磨郡に属する。
熊本県内では山都町、氷川町とともに「まち」でなく「ちょう」と読む数少ない町であり、また県内市町村名で唯一のひらがな表記をする自治体である。

## 地理
白髪岳は自然環境保全地域に指定されている。
- 山：白髪岳
- 河川：球磨川

### 気候
| 上（1991年 - 2020年）の気候        | 上（1991年 - 2020年）の気候 | 上（1991年 - 2020年）の気候 | 上（1991年 - 2020年）の気候 | 上（1991年 - 2020年）の気候 | 上（1991年 - 2020年）の気候 | 上（1991年 - 2020年）の気候 | 上（1991年 - 2020年）の気候 | 上（1991年 - 2020年）の気候 | 上（1991年 - 2020年）の気候 | 上（1991年 - 2020年）の気候 | 上（1991年 - 2020年）の気候 | 上（1991年 - 2020年）の気候 | 上（1991年 - 2020年）の気候 |
| 月                                 | 1月                         | 2月                         | 3月                         | 4月                         | 5月                         | 6月                         | 7月                         | 8月                         | 9月                         | 10月                        | 11月                        | 12月                        | 年                          |
| ---------------------------------- | --------------------------- | --------------------------- | --------------------------- | --------------------------- | --------------------------- | --------------------------- | --------------------------- | --------------------------- | --------------------------- | --------------------------- | --------------------------- | --------------------------- | --------------------------- |
| 最高気温記録 °C （°F）             | 20.2 (68.4)                 | 24.4 (75.9)                 | 26.9 (80.4)                 | 30.6 (87.1)                 | 34.1 (93.4)                 | 36.8 (98.2)                 | 36.9 (98.4)                 | 38.4 (101.1)                | 35.9 (96.6)                 | 32.9 (91.2)                 | 27.6 (81.7)                 | 21.6 (70.9)                 | 38.4 (101.1)                |
| 平均最高気温 °C （°F）             | 10.4 (50.7)                 | 12.5 (54.5)                 | 16.3 (61.3)                 | 21.5 (70.7)                 | 25.8 (78.4)                 | 27.6 (81.7)                 | 31.4 (88.5)                 | 32.3 (90.1)                 | 29.5 (85.1)                 | 24.5 (76.1)                 | 18.2 (64.8)                 | 12.3 (54.1)                 | 21.8 (71.2)                 |
| 日平均気温 °C （°F）               | 4.1 (39.4)                  | 5.8 (42.4)                  | 9.5 (49.1)                  | 14.4 (57.9)                 | 18.9 (66)                   | 22.4 (72.3)                 | 26.0 (78.8)                 | 26.4 (79.5)                 | 23.3 (73.9)                 | 17.5 (63.5)                 | 11.3 (52.3)                 | 5.8 (42.4)                  | 15.5 (59.9)                 |
| 平均最低気温 °C （°F）             | −1.3 (29.7)                 | −0.1 (31.8)                 | 3.4 (38.1)                  | 7.9 (46.2)                  | 13.0 (55.4)                 | 18.3 (64.9)                 | 22.1 (71.8)                 | 22.4 (72.3)                 | 18.9 (66)                   | 12.1 (53.8)                 | 5.9 (42.6)                  | 0.5 (32.9)                  | 10.2 (50.4)                 |
| 最低気温記録 °C （°F）             | −13.8 (7.2)                 | −10.6 (12.9)                | −7.6 (18.3)                 | −3.4 (25.9)                 | 2.4 (36.3)                  | 8.3 (46.9)                  | 15.0 (59)                   | 15.6 (60.1)                 | 6.8 (44.2)                  | −1.2 (29.8)                 | −5.8 (21.6)                 | −8.5 (16.7)                 | −13.8 (7.2)                 |
| 降水量 mm （inch）                 | 65.5 (2.579)                | 98.3 (3.87)                 | 144.5 (5.689)               | 154.5 (6.083)               | 200.0 (7.874)               | 558.8 (22)                  | 496.5 (19.547)              | 256.0 (10.079)              | 248.8 (9.795)               | 104.5 (4.114)               | 86.7 (3.413)                | 73.7 (2.902)                | 2,496.8 (98.299)            |
| 平均降水日数 （≥1.0 mm）           | 7.5                         | 8.9                         | 11.6                        | 10.6                        | 9.8                         | 16.1                        | 14.0                        | 11.6                        | 10.7                        | 7.1                         | 8.3                         | 7.4                         | 124.4                       |
| 平均月間日照時間                   | 134.6                       | 140.8                       | 164.3                       | 176.8                       | 175.6                       | 110.2                       | 160.8                       | 180.0                       | 148.9                       | 164.8                       | 128.4                       | 128.6                       | 1,815.4                     |
| 出典1：Japan Meteorological Agency |                             |                             |                             |                             |                             |                             |                             |                             |                             |                             |                             |                             |                             |
| 出典2：気象庁                      |                             |                             |                             |                             |                             |                             |                             |                             |                             |                             |                             |                             |                             |

### 隣接市町村
- 熊本県球磨郡錦町、多良木町、相良村
- 宮崎県えびの市、小林市

### 地名
()内は合併前の町村名・字名・地番符号である。
- 上東(上村上甲)
- 上北(上村上乙)
- 上南(上村上丙)
- 上西(上村上丁)
- 皆越(上村皆越)
- 岡原北(岡原村宮原)
- 岡原南(岡原村岡本)
- 須恵(須恵村)
- 深田北(深田村北)
- 深田西(深田村西)
- 深田東(深田村東)
- 深田南(深田村南)
- 免田東(免田町甲)
- 免田西(免田町乙)

## 歴史

### 沿革
- 2003年4月1日 - 球磨郡免田町・上村・岡原村・須恵村・深田村の5町村が新設合併し、あさぎり町が発足。町名の由来は秋から春にかけて球磨盆地にしばしば発生する朝霧から。

## 行政

### 町長
- 初代：犬童 卓一郎（いんどう たくいちろう）2003年4月27日 - 2007年4月26日
- 2代：愛甲 一典（あいこう かずのり）2007年4月27日 - 2019年4月26日
- 3代：尾鷹 一範（おだか　かずのり）2019年 - 現職、1期目（町ホームページのプロフィール（2020年1月アクセス））

## 経済
- 2004年度町内総生産430億円

## 地域

### 人口
| |                                            |  |
| あさぎり町と全国の年齢別人口分布（2005年） | あさぎり町の年齢・男女別人口分布（2005年） |  |
| ■紫色 ― あさぎり町 ■緑色 ― 日本全国 | ■青色 ― 男性 ■赤色 ― 女性                  |  |
| あさぎり町（に相当する地域）の人口の推移 \| 1970年（昭和45年） \| 19,910人 \| \| \| 1975年（昭和50年） \| 19,141人 \| \| \| 1980年（昭和55年） \| 19,524人 \| \| \| 1985年（昭和60年） \| 19,535人 \| \| \| 1990年（平成2年） \| 18,968人 \| \| \| 1995年（平成7年） \| 18,533人 \| \| \| 2000年（平成12年） \| 17,751人 \| \| \| 2005年（平成17年） \| 17,300人 \| \| \| 2010年（平成22年） \| 16,638人 \| \| \| 2015年（平成27年） \| 15,523人 \| \| \| 2020年（令和2年） \| 14,676人 \| \| |                                            |  |
| 総務省統計局 国勢調査より |                                            |  |
| 1970年（昭和45年） | 19,910人                                   |  |
| 1975年（昭和50年） | 19,141人                                   |  |
| 1980年（昭和55年） | 19,524人                                   |  |
| 1985年（昭和60年） | 19,535人                                   |  |
| 1990年（平成2年） | 18,968人                                   |  |
| 1995年（平成7年） | 18,533人                                   |  |
| 2000年（平成12年） | 17,751人                                   |  |
| 2005年（平成17年） | 17,300人                                   |  |
| 2010年（平成22年） | 16,638人                                   |  |
| 2015年（平成27年） | 15,523人                                   |  |
| 2020年（令和2年） | 14,676人                                   |  |

### 教育

#### 高等学校
- 熊本県立南稜高等学校

#### 中学校
- あさぎり町立あさぎり中学校

#### 小学校
- あさぎり町立上小学校
- あさぎり町立免田小学校
- あさぎり町立岡原小学校
- あさぎり町立須恵小学校
- あさぎり町立深田小学校

## 交通

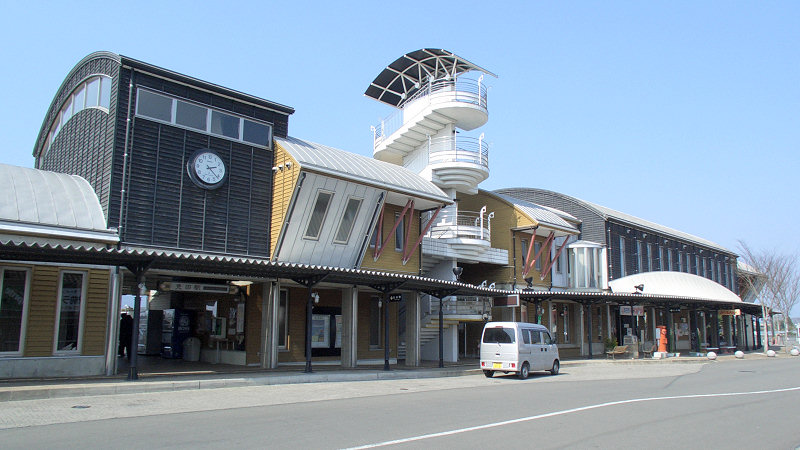
あさぎり駅およびあさぎり商工コミュニティセンター

### 鉄道
くま川鉄道
- 湯前線：おかどめ幸福駅 - あさぎり駅 - 東免田駅

### バス
- 産交バス
  - 人吉市 - 錦町 - あさぎり町 - 多良木町 - 湯前町 - 水上村
  - 人吉市 - 相良村 - 錦町 - あさぎり町 - 多良木町 - 湯前町

### 道路

#### 一般国道
- 国道219号

#### 主要地方道
- 熊本県道33号人吉水上線
- 熊本県道43号錦湯前線
- 熊本県道48号多良木相良線

#### 一般県道
- 熊本県道186号川瀬免田線
- 熊本県道187号免田停車場線
- 熊本県道260号皆越免田線
- 熊本県道324号小枝深水線

## 名所・旧跡・観光スポット・祭事・催事
- 上村白髪神社
- 森園カントリーパーク
- 寺池親水公園
- 高山公園・高山城跡
- 天子の水公園
- 岡留公園
- ふれあい温泉温華乃遥
- 薬師温泉ヘルシーランド

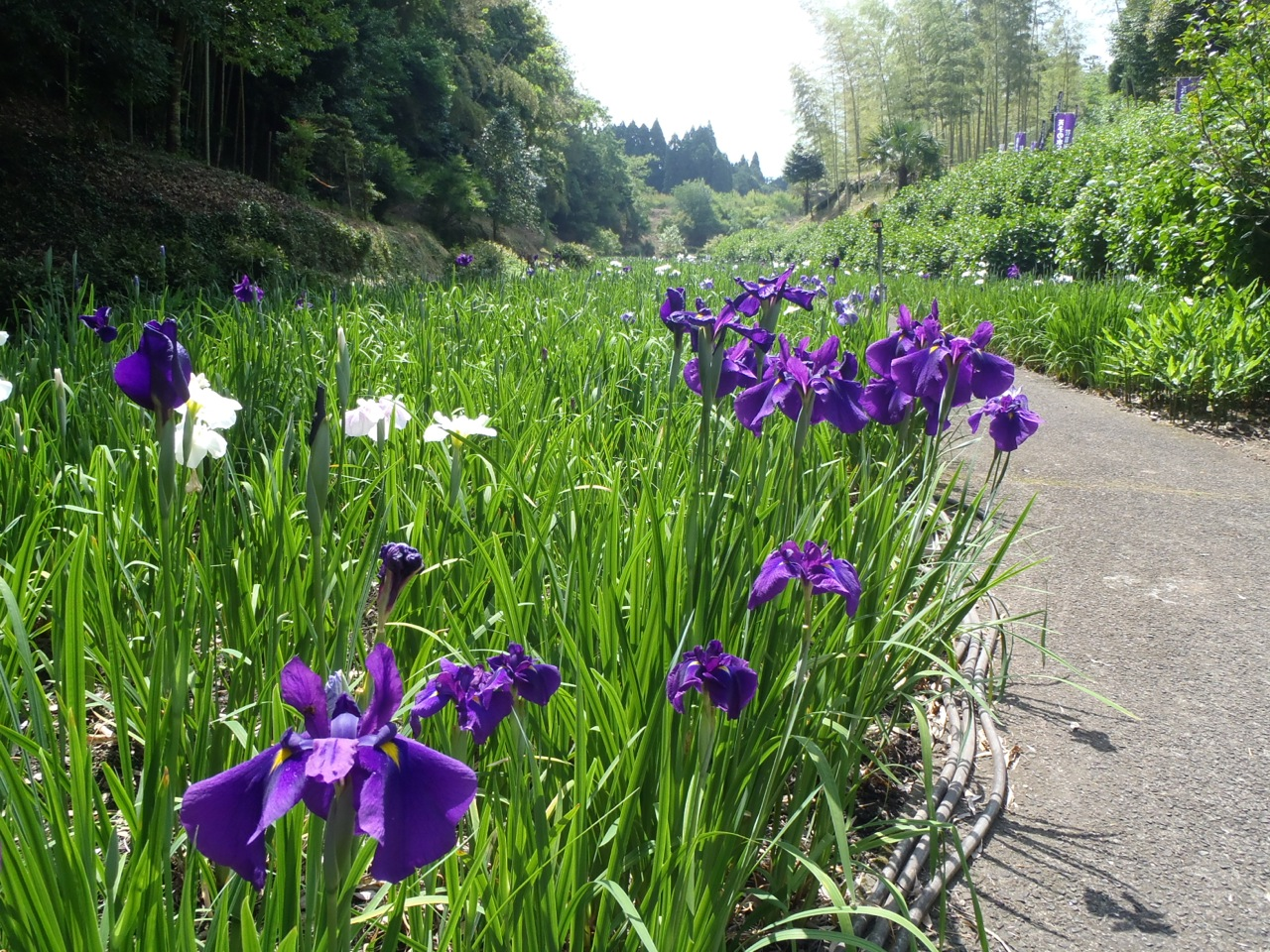
天子の水公園

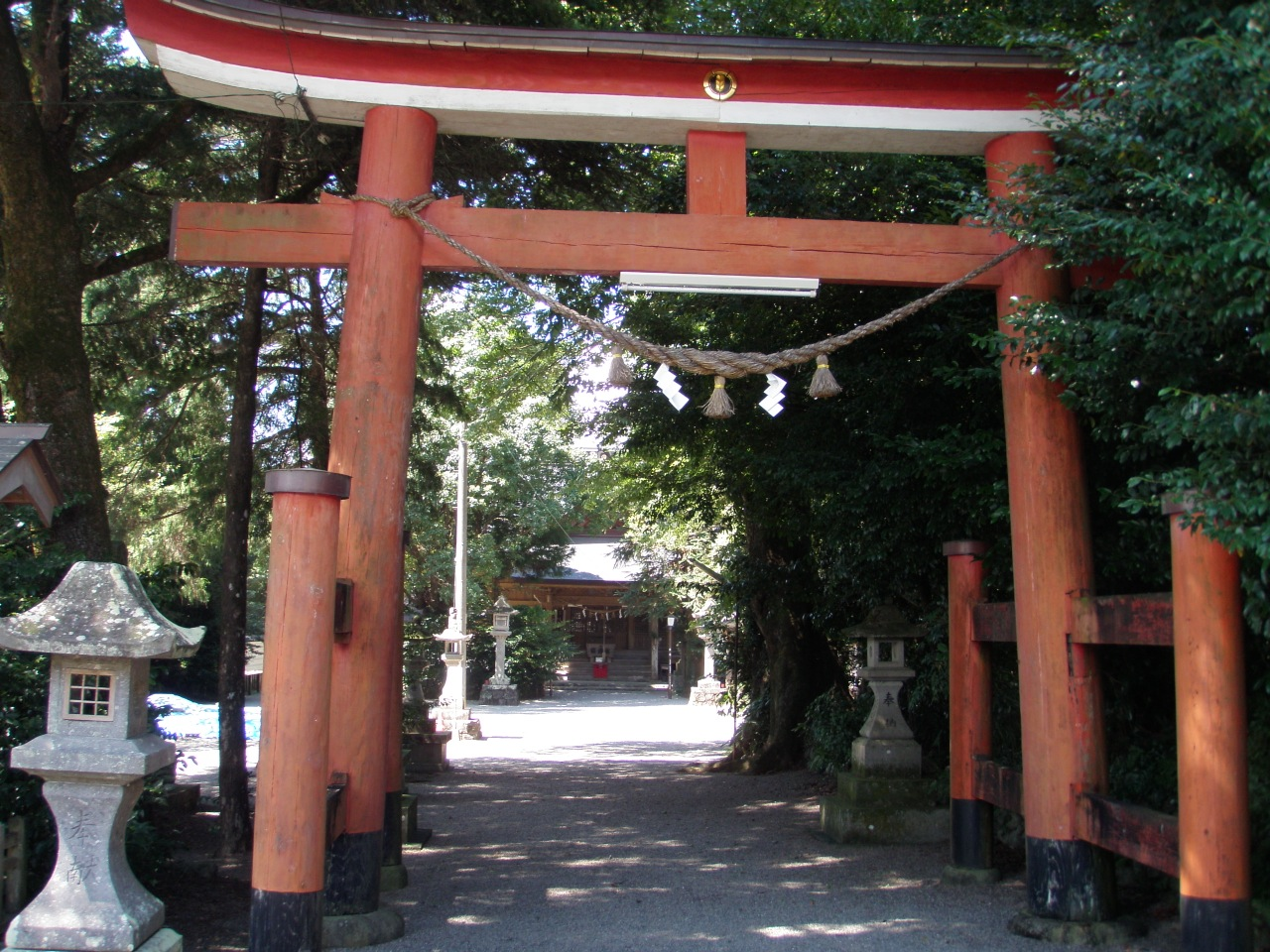
上村白髪神社

- 宮原観音堂（宮原地区にあり観音堂は県指定有形文化財）
- 体験型観光（100を超える感動の田舎体験!）
- 百太郎溝
- 才園古墳

## 出身者・ゆかりのある人物
- 金子恭之（衆議院議員） - 旧深田村出身
- 紀里谷和明（写真家、映画監督） - 旧免田町出身
- 恒松聡美（アナウンサー） - 旧上村出身
- 橋口侑佳（アナウンサー） - 旧須恵村出身
- 松村祥史（参議院議員） - 旧上村出身
- 木村勘九郎（大相撲行司） - 旧免田町出身

### ゆかりのある人物
- 内村光良（タレント・ウッチャンナンチャン） - 旧上村生まれ、人吉市育ち
- 三上慶子（作家、能楽評論家） - 戦時中、旧上村に疎開